# Tafsir Malick Ndiaye
Tafsir Malick Ndiaye (Kaolack, 7 februari 1953) is een Senegalees jurist. Hij was rechter aan het Internationale Gerechtshof en is dat sinds 1996 aan het Internationale Zeerechttribunaal.

## Levensloop
Ndiaye volgde in 1980 en 1981 studies in internationaal recht en politicologie aan de Universiteit van Parijs en het eraan gelieerde Institut des hautes études internationales. Verder studeerde hij in 1981 internationaal recht en internationale betrekkingen aan de Haagsche Academie voor Internationaal Recht. Zijn stage deed hij in 1979 bij de Verenigde Naties. In 1984 slaagde hij magna cum laude voor zijn doctoraat in de rechten aan de Universiteit van Parijs. Van 1984 tot 1985 werkte hij vervolgens aan de Université Cheikh Anta Diop de Dakar.
In 1985 verdedigde Ndiaye zijn land tegenover het Internationale Gerechtshof in Den Haag in de zaak Guinee-Bissau vs. Senegal (Maritime Delimitation between Guinea-Bissau and Senegal). Van 1989 tot 1991 diende hij hier ook als rechter. In 1991 werd hij vervolgens griffier voor de commissie voor de hervorming van de Senegalese kieswet.
Sinds 1996 is hij rechter voor het Internationale Zeerechttribunaal in Hamburg. Ndiaye werd in 1995 opgenomen in de Nationale Orde van de Leeuw en in 1998 in de Orde van Verdienste.

## Werk (selectie)
- 1988: Le président en exercice de l’Organisation de l’Unité Africaine, éléments pour une théorie de l’institution à la lumière de l’expérience sénégalaise. Nouvelles Éditions Africaines, Dakar, ISBN 2-7236-1049-7
- 2007: Law of the sea, environmental law and settlement of disputes, liber amicorum Judge Thomas A. Mensah, Nijhoff, Leiden, ISBN 978-90-04-16156-6

- Gemeinsame Normdatei: 1042778094
- International Standard Name Identifier: 0000 0000 3976 8579
- Library of Congress Control Number: n89615991
- Nationale Bibliotheek van Israël: 987007431383105171
- Nederlandse Thesaurus van Auteursnamen: 071085149
- Système universitaire de documentation: 139096213
- Virtual International Authority File: 4074606
- WorldCat: E39PBJtX6PHHDbvgG68crp6kDq